# 語文能力評核
語文能力評核（簡稱LPA，是英語Language Proficiency Assessment的縮寫），又稱為基準試，是曾經在香港舉辦的本地語文科老師入職前評核試。2024至25年度起停辦，以IELTS及國家普通話水平測試取代。

## 歷史
語文能力評核由香港考試及評核局及教育局共同主辦，目前只為英文及普通話科設有評核。考試於每年2至3月舉辦。不同界別人士均可報考。根據規定，新入職的英語老師及普通話老師入職前考試成績要達到基準，即所有科目的平均等級不能低於第3級，而當中只容許有一張卷的等級最低為2.5級。否則，來年不能任教有關科目。
從2008年開始，教師語文能力評核的評核形式稍作修改。未能考獲基準的考生可以來年補考，直至達標為止。
截至2006年5月，全港大約90%的英文科及普通話科教師已達到了語文能力要求，亦即大部分學校都已備有足夠符合語文能力要求的教師。
首屆基準試於2001年3月3日舉行，當時每年舉辦兩次評核，以便所有英文科及普通話科的新入職教師都能在入職兩年內考獲資格，否則就不可以再執教這兩科；而現役語文教師則可選擇考試，或修讀認可的課程代替。2006年2月25日至26日是所有現役教師考取資格的最後機會。之後所有未合資格的老師都不可以任教有關科目。其後當局以報考人數下降為由，改為每年只舉辦一次評核。

### 豁免
持有相關學位及經過相關教師訓練可獲豁免參加英文科評核，而於國家語言文字工作委員會普通話水平測試獲得二級乙等或以上成績的人士可獲豁免參加普通話科評核。

### 英文科
英文科評核共設五卷，分別為：
1. 閱讀（Reading）
2. 寫作（Writing）
3. 聆聽（Listening）
4. 說話（Speaking）
5. 課堂語言運用（Classroom Language Assessment）

### 普通話科
普通話科評核共設四卷，分別為：
1. 聆聽與認辨
2. 拼音
3. 口試
4. 課堂語言運用

### 爭議
多年以來教師基準試及格率偏低，被解讀成現職教師水平有欠專業。然而有學者引用醫生的執業考試為例，指出教師基準試的低及格率正反映教師入職門檻與日俱增，為教師專業性日益提高的證據。
事實上被受困阻的是以廣東話為母語的本地中文老師。今天全港小學中文已被誤導至普教中可提升語文水準，實質對本地生做成多一重學習障礙。目前本港半數小學中文老師為南來北人新住民，多半為非本科卻熟習普通話及拼音技巧者。其中語文成績較佳的學生並能以普通話發言外出代表學校者，多半為南來北人新住民後代。情況一如英殖時代，只是擠壓效應更深化至基層生活。

### 考生成績
教師水平對香港教育質素甚為重要，社會亦已接受基準試作為教師評核標準，但多年來參與基準試的準教師語文水平仍是欠佳。其中主要培訓教師的香港教育大學即使獲得升格，但教師語言水平仍然低下。

#### 2018 年應考人數及成績[3]
| 卷別         | 應考人數 | 成績達到語文能力要求(3 等或以上)的考生人數及百分率 |
| ------------ | -------- | -------------------------------------------------- |
| 閱讀         | 919      | 773 (84.1%)                                        |
| 寫作         | 1,063    | 458 (43.1%)                                        |
| 聆聽         | 878      | 671 (76.4%)                                        |
| 口語         | 955      | 552 (57.8%)                                        |
| 課堂語言運用 | 340      | 325 (95.6%)                                        |

| 卷別         | 應考人數 | 成績達到語文能力要求(3 等或以上)的考生人數及百分率 |
| ------------ | -------- | -------------------------------------------------- |
| 聆聽與認辨   | 1,524    | 1,191 (78.1%)                                      |
| 拼音         | 1,423    | 980 (68.9%)                                        |
| 口語         | 705      | 587 (83.3%)                                        |
| 課堂語言運用 | 504      | 442 (87.7%)                                        |

## 外部連結
- 香港考試及評核局：語文能力評核 （页面存档备份，存于）
- 豁免準則 （页面存档备份，存于）